# Salisbury-eiland (Canada)
Salisbury-eiland (Inuktitut: Akulliq, Engels: Salisbury Island) is een van de Canadese Arctische Eilanden in de Straat Hudson in het territorium Nunavut in Canada. Het is 804 km² groot.
Het eiland is genoemd naar de Engelse stad Salisbury.